# 윤전일
윤전일(1987년 2월 6일 ~ )은 대한민국의 발레 무용수이다.

## 학력
- 한국예술종합학교 무용원 실기과 (졸업)

## 출연작

### 예능
- 2014년 댄싱9 시즌 2
- 2015년 댄싱9 시즌 3

### 뮤지컬
- 팬텀 - 젊은 카리에르 역

## 수상
- 2006년 제6회 바가노바 국제발레경연대회 최우수 2인무상
- 2006년 제6회 바가노바 국제발레경연대회 두딘스카야상
- 2007년 코리아 국제 콩쿠르 은메달
- 2007년 상하이 국제콩쿠르 심사위원 특별상
- 2008년 서울국제무용콩쿠르 은메달
- 2008년 베를린국제무용콩쿠르 은메달
- 2008년 제38회 동아무용콩쿠르 일반부 발레 남자부문 금상

## 가족 관계
- 김보미 (1987년 5월 15일 ~ )
  - 아들 : 윤리우 (2020년 12월 3일 생)
  - 딸 : 윤리아 (2025년 1월 10일 생)